# PEACHBERRY
『PEACHBERRY』（ピーチベリー）は、1997年7月16日に森高千里が発表したアルバム。

## 概要
前作「TAIYO」から約1年ぶりのリリース。
タイトルは「モモ」（PEACH）と「イチゴ」（STRAWBERRY）を掛け合わせた造語で、ジャケットにも森高がモモとイチゴを手に持っている写真が映っている。

本作を引っ提げたコンサートツアーである「PEACHBERRY SHOW」を行われており、最終日である同年11月18日・中野サンプラザにて行われたライブの模様がDVDが2000年11月22日にリリースされている。

## 収録曲
| #         | タイトル                               | 作詞      | 作曲                        | 編曲      | 時間  |
| --------- | -------------------------------------- | --------- | --------------------------- | --------- | ----- |
| 1.        | 「SWEET CANDY（ALBUM VERSION）」       | 森高千里  | 高橋諭一                    | 高橋諭一  | 4:52  |
| 2.        | 「マイ・アニバーサリー」               | 森高千里  | 高橋諭一                    | 高橋諭一  | 4:22  |
| 3.        | 「おしゃれ風」                         | 森高千里  | 森高千里                    |           | 4:14  |
| 4.        | 「心頭滅却すれば火もまた涼し」         | 森高千里  | 高橋諭一                    | 高橋諭一  | 3:33  |
| 5.        | 「Let's Go!」                          | 森高千里  | 伊秩弘将                    |           | 4:24  |
| 6.        | 「あなたは人気者」                     | 森高千里  | 河野伸                      | 河野伸    | 3:34  |
| 7.        | 「普通の幸せ」                         | 森高千里  | 今井千尋 （Something ELse） |           | 4:47  |
| 8.        | 「見たとおりよ私」                     | 森高千里  | 森高千里                    |           | 3:34  |
| 9.        | 「星に願いを」                         | 森高千里  | 伊秩弘将                    |           | 4:53  |
| 10.       | 「片思い」                             | 森高千里  | 河野伸                      | 河野伸    | 4:44  |
| 11.       | 「Tony Slavin」                        | 森高千里  | 森高千里                    |           | 4:33  |
| 12.       | 「クラリネット幻想曲（Instrumental）」 |           | 森高千里                    |           | 1:09  |
| 13.       | 「銀色の夢」                           | 森高千里  | 伊秩弘将                    |           | 4:04  |
| 合計時間: | 合計時間:                              | 合計時間: | 合計時間:                   | 合計時間: | 52:43 |

## 参加ミュージシャン
| SWEET CANDY（ALBUM VERSION） - Drums：森高千里 - E.Bass,E.Guitar,Conga,Jingle＆Shaker：瀬戸由紀男 - Keyboards＆A.Guitar：高橋諭一 - A.Piano＆Fender Rhodes：橋本慎 マイ・アニバーサリー - Drums,Shaker＆Tambourine：森高千里 - E.Bass＆E.Guitar Solo：瀬戸由紀男 - Keyboards＆Guitars：高橋諭一 - Synthersizer Programming＆A.Piano：橋本慎 - Background Vocal：Something ELse おしゃれ風 - Drums：森高千里 - Guitars：瀬戸由紀男 - Keyboards：高橋諭一 - A.Piano＆Fender Rhodes：橋本慎 心頭滅却すれば火もまた涼し - Drums：森高千里 - E.Bass＆E.Guitar Solo：瀬戸由紀男 - A.Guitar：高橋諭一 - Wurlitzer：橋本慎 - Hand Bell：宮地修平 Let's Go! - Drums,Background Vocal＆Chorus：森高千里 - E.Bass,E.Guitar,Bar Chimes＆Percussion：瀬戸由紀男 - Keyboards＆A.Guitar：高橋諭一 - Synthersizer Programming,A.Piano＆Fender Rhodes：橋本慎 あなたは人気者 - Drums＆Timbales：森高千里 - E.Bass：横山雅史 - Guitars：瀬戸由紀男 - Keyboards,A.Piano,Fender Rhodes＆Percussion：河野伸 - A.Sax：竹野昌邦 - T.Sax＆Flute Solo：山本拓夫 - Bass Trombone：山城純子 - Trombone：広原正典 - Trumpet：荒木敏男・西原浩二 | 普通の幸せ - Drums,Accordion＆Recorder：森高千里 - E.Bass：瀬戸由紀男 - E.Guitar：瀬戸由紀男・橋本慎 - Keyboards＆A.Guitar：高橋諭一 - A.Piano：橋本慎 見たとおりよ私 - Drums＆A.Piano：森高千里 - E.Bass,Didjeridoo＆Djembe：瀬戸由紀男 - Keyboards：高橋諭一 - Synthesizer Programming＆Fender Rhodes：橋本慎 - Kalimba：橋本慎・森高千里 星に願いを - Drums：森高千里 - E.Guitar,Bar Chimes,Djembe＆Timbales：瀬戸由紀男 - Keyboards＆A.Guitar：高橋諭一 - Synthesizer Programming＆A.Piano：橋本慎 片思い - Drums＆Tambourine：森高千里 - E.Bass：横山雅史 - E.Guitar＆Bar Chimes：瀬戸由紀男 - A.Guitar：高橋諭一 - Keyboards,A.Piano＆Fender Rhodes：河野伸 - T.Sax：山本拓夫 Tony Slavin - Drums＆Pianica：森高千里 - E.Bass＆Djembe：瀬戸由紀男 - Keyboards＆Guitars：高橋諭一 - A.Piano＆E.Guitar Solo：橋本慎 クラリネット幻想曲 - Drum Loops＆Clarinet：森高千里 - Guitars：瀬戸由紀男 - Keyboards：高橋諭一 - Synthesizer Programming＆Fender Rhodes：橋本慎 - Percussion：宮地修平・高橋諭一・瀬戸由紀男・橋本慎 銀色の夢 - Drums,Background Vocal＆Chorus：森高千里 - E.Bass＆Guitar Solo：瀬戸由紀男 - Keyboards＆A.Guitar：高橋諭一 - A.Piano＆大正琴：橋本慎 - Percussion：瀬戸由紀男・森高千里 |